# Премия имени Л. А. Орбели

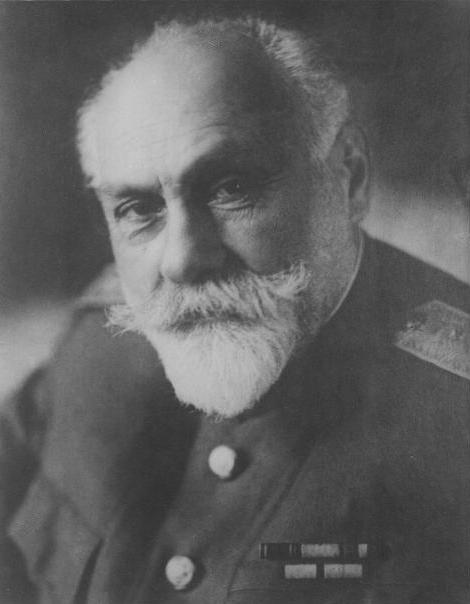
Л. А. Орбели

Премия имени Л. А. Орбели — премия, присуждаемая с 1962 года АН СССР и Российской академией наук за выдающиеся работы в области эволюционной физиологии. Названа в честь физиолога Леона Абгаровича Орбели, одного из создателей эволюционной физиологии, Героя Социалистического Труда, академика и вице-президента АН СССР.

## Список награждённых
| Год  | Лауреат премии                                                | За какие работы |
| ---- | ------------------------------------------------------------- | --- |
| 2019 | Хазипов, Рустем Нариманович                                   | За цикл работ по физиологии нервной системы в онтогенезе |
| 2016 | Магазаник, Лев Гиршевич                                       | За цикл работ «Исследование эволюции молекулярных механизмов синаптической передачи» |
| 2013 | Григорьев, Анатолий Иванович и Козловская, Инеса Бенедиктовна | За цикл работ «Гравитационная физиология» |
| 2010 | Говардовский, Виктор Исаевич                                  | За цикл работ по морфофункциональной эволюции зрительной рецепции |
| 2007 | Веселкин, Николай Петрович                                    | За цикл работ по исследованию морфо-функциональной эволюции нервной системы позвоночных |
| 2004 | Карманова, Ида Гавриловна                                     | За серию работ «Современные проблемы эволюционной сомнологии и патогенных факторов нарушения цикла бодрствование-сон» |
| 1998 | Соленов, Евгений Иванович                                     | За серию работ по изучению клеточных и молекулярных основ развития гормональной регуляции почки в постнатальном онтогенезе |
| 1998 | Логвиненко, Нинель Степановна                                 | За серию работ по изучению клеточных и молекулярных основ развития гормональной регуляции почки в постнатальном онтогенезе |
| 1998 | Иванова, Людмила Николаевна                                   | За серию работ по изучению клеточных и молекулярных основ развития гормональной регуляции почки в постнатальном онтогенезе |
| 1995 | Угрюмов, Михаил Вениаминович                                  | За цикл работ «Гипоталамогипофизарный комплекс и пути нейрогормональной регуляции: филогенез, онтогенез, пластичность» |
| 1995 | Поленов, Андрей Львович                                       | За цикл работ «Гипоталамогипофизарный комплекс и пути нейрогормональной регуляции: филогенез, онтогенез, пластичность» |
| 1992 | Кассиль, Виталий Григорьевич                                  | За монографию «Пищевое поведение в онтогенезе» |
| 1989 | Баклаваджян, Оганес Гегамович                                 | За цикл работ «Гипоталамо-висцеральная рефлекторная дуга и молекулярные механизмы её влияний» |
| 1989 | Перцева, Марианна Николаевна                                  | За цикл работ «Гипоталамо-висцеральная рефлекторная дуга и молекулярные механизмы её влияний» |
| 1986 | Свидерский, Владимир Леонидович                               | За цикл работ «Эволюция нервных механизмов управления локомоцией у беспозвоночных» |
| 1982 | Ажипа, Ярослав Иванович                                       | За монографию «Нервы желез внутренней секреции и медиаторы в регуляции эндокринных функций» |
| 1980 | Наточин, Юрий Викторович                                      | За цикл работ по эволюции водно-солевого гомеостаза, включающий монографию «Ионорегулирующая функция почки» |
| 1977 | Сахаров, Дмитрий Антонович                                    | За монографию «Генеалогия нейронов» |
| 1974 | Карамян, Арташес Иванович                                     | За монографии «Методологические основы эволюционной нейрофизиологии» и «Функциональная эволюция мозга позвоночных» |
| 1971 | Крепс, Евгений Михайлович                                     | За серию работ по эволюционной нейрохимии и нейрофизиологии (проблема фосфолипидного состава клеточных мембран нервной системы на различных этапах видового и индивидуального развития животных, проблема энергетического обмена мозга в эволюции животных) |
| 1968 | Тонких, Анна Васильевна                                       | За монографию «Гипоталамо-гипофизарная область и регуляция физиологических функций организма» |
| 1965 | Гинецинский, Александр Григорьевич                            | За монографию «Физиологические механизмы водно-солевого равновесия» |
| 1962 | Коштоянц, Хачатур Седракович                                  | За работу «Основы сравнительной физиологии», т. I (1950 г.) и т. II (1957 г.) |